# Pommiers-en-Forez
Pommiers-en-Forez (até 2020: Pommiers) é uma comuna francesa na região administrativa de Auvérnia-Ródano-Alpes, no departamento de Loire. Estende-se por uma área de 23,84 km². Em 2010 a comuna tinha 370 habitantes (densidade: 15,5 hab./km²).